# Paltingmoosbach (Tiefensteinbach)
Der Paltingmoosbach ist ein kleiner Bach im Bezirk Salzburg-Umgebung im Land Salzburg. Er ist ein rechter Nebenfluss des Tiefsteinbachs.

## Geographie

### Verlauf
Der Paltingmoosbach entspringt nordwestlich des Weilers Ober-Mayrhof (Gemeinde Mattsee) und fließt anfangs in nordöstliche Richtung. Er passiert anschließend die namensgebende Ortschaft Paltingmoos (Gemeinde Mattsee) in südwestlicher Richtung und nimmt dort von links einen kurzen Graben auf, dessen Quelle sich im nahegelegenen Bodenstätt (Gemeinde Mattsee) befindet. Der Bach wendet sich zunächst immer mehr Richtung Osten zu und durchfließt anschließend noch den Weiler Untermayrhof (Gemeinde Mattsee). Nun tritt der Paltingmoosbach eine moorige Landschaft ein, macht dann noch einen kurzen Bogen nach Norden, bevor er sich wieder Richtung Osten zuwendet und schließlich nach 1,2 km Fließstrecke von rechts den Tiefsteinbach mündet, kurz bevor dieser in den Unteregelsee einmündet.

### Zuflüsse
- Graben von Bodenstätt (links), unterhalb von Paltingmoos

### Einzugsgebiet
Nordwestlich entspringt der kleine Weyerbach, welcher in den Mattsee mündet. Südlich entspringen mehrere kleine Gräben, die alle zum Tiefsteinbach hin entwässern.